# Phenylbenzimidazolsulfonsäure
Phenylbenzimidazolsulfonsäure (internationaler Freiname Ensulizol) ist ein UV-Filter, welcher seit 1934 auf dem Markt ist. Wegen seiner geringen Löslichkeit muss er mit einer starken Base wie Natriumhydroxid oder Kaliumhydroxid neutralisiert werden.
Der Sunscreen-Index als Triethanolamin-Salz beträgt 8,2.

## Eigenschaften
2-Phenyl-1H-benzimidazol-5-sulfonsäure ist ein brennbares, schwer entzündbares, weißes, geruchloses Pulver, das sehr schwer löslich in Wasser ist. Er zersetzt sich bei Erhitzung über 410 °C.

## Zulassung
Phenylbenzimidazolsulfonsäure ist nach deutscher Kosmetik-Verordnung bis zu einer Höchstkonzentration von 8 % (berechnet als Säure) zugelassen.

## Vorkommen in der Umwelt
In einem Oberflächengewässermonitoring in Niedersachsen wurde eine landesweite Belastung der Gewässer mit Ensulizol gezeigt.